# Orectochilus cordatus
Orectochilus cordatus is een keversoort uit de familie van schrijvertjes (Gyrinidae). De wetenschappelijke naam van de soort is voor het eerst geldig gepubliceerd in 1888 door Régimbart.